# Melloa
Melloa (Bureau)  es un género de plantas de la familia Bignoniaceae que tiene tres especies de árboles.
Está considerado un probable sinónimo del género Dolichandra Cham.

## Especies seleccionadas
- Melloa duseniana Kraenzl.
- Melloa populifolia Britton
- Melloa quadrivalvis (Jacq.) A.H.Gentry